# Япрынцев, Артём Сергеевич
Артём Сергеевич Япрынцев (род. 25 сентября 2002, Воронеж, Россия) — российский футболист, защитник клуба «Космос».

## Карьера

### «Динамо» Москва
Начал заниматься футболом в возрасте 4 лет в ФЦШ-73. В юношеском возрасте выступал за команды воронежской «Стрелы» и московского «Спартака», из которого позже перебрался в структуру московского «Динамо». В команде клуба до 17 лет стал капитаном. В декабре 2019 года продлил с клубом контракт. В 2020 году стал подтягиваться к играм с резервной командой «Динамо-2». Дебютировал за команду 18 мая 2021 года в матче против клуба «Локомотив-Казанка». Также на протяжении всего сезона выступал преимущественно в молодёжной футбольной лиге, где был капитаном команды и за которую отличился 4 забитыми голами.
В июле 2021 года футболист стал готовиться к сезону уже с резервной командой. Первый матч сыграл 18 июля 2021 года против клуба «Муром». Футболист быстро закрепился в команде, однако в августе того же года получил травму и выбыл из распоряжения клуба на длительный срок. В апреле 2021 года футболист снова стал выступать вместе с командой. В следующем сезона сыграл за московский клуб лишь в нескольких матчах, отправившись выступать за команду из молодёжной футбольной лиги. В марте 2023 года футболист официально покинул клуб, расторгнув контракт по соглашению сторон.

### «Динамо» Брест
В январе 2023 года футболист проходил просмотр в брестском «Динамо». В марте 2023 года официально присоединился к белорусскому клубу, подписав контракт двухлетний контракт. Дебютировал за клуб 1 апреля 2023 года в матче против «Ислочи», выйдя на замену на 39 минуте. Закрепиться в основной команде клуба у футболиста не вышло, полноценно проведя лишь середину чемпионата. По итогу сезона футболист вместе с клубом завершил чемпионат на итоговом десятом месте. В декабре 2023 года футболист покинул брестский клуб, расторгнув контракт по соглашению сторон.

### «Космос» Долгопрудный
В феврале 2024 года футболист на правах свободного агента перешёл в долгопрудненский «Космос». Дебютировал за клуб футболист 7 апреля 2024 года в матче против тамбовского «Спартака», выйдя на поле в стартовом составе.

## Достижения
- Серебряный призёр 3-й группы Дивизиона «Б» Второй лиги: 2024